# Сквер имени Шевченко (Тернополь)
Сквер имени Тараса Шевченко (до 2015 года — сквер имени Карла Маркса) — парк в Тернополе, Украина. Памятник садово-паркового искусства.

## Расположение
Расположен на бульваре Тараса Шевченко. Соединяет Театральную площадь с улицей Русской.

## История
Сквер заложен 1957 год в регулярном стиле на месте разрушенных домов. Решением исполкома Тернопольского областного совета № 131 от 14 марта 1977 года скверу был предоставлен статус объекта природно-заповедного фонда с названием «Сквер Карла Маркса».
Переименован в «Сквер имени Шевченко» решением № 2009 года пятого созыва 52 сессии Тернопольского областного совета от 15 октября 2015 года.
Находится в ведении Тернопольского городского совета.
В октябре 2016 года в сквере высадили новые экзотические деревья — краснолистный клён и катальпу.

## Описание
Занимает территорию 1 га.
Размещение на газонах декоративной группы придают скверу ландшафтный стиль. Здесь посажены 15 видов деревьев, среди которых 2 дерева тиса ягодного возрастом более 50 лет, также каштан конский, липа обыкновенная, ель обыкновенная;высажены ясень плакучий, бундук канадский, туя западная, яблоня-райка, бархат амурский, форзиция, снежноягодник и другие; на газонах растут сирень венгерская, жасмин обыкновенный, спирея Вангутта.

## Памятники
На территории сквера находятся:
- Монумент Независимости.
- Памятник Соломии Крушельницкой.
- скульптурная композиция «Случайная встреча».
- Тернопольские часы.
- бронзовый макет бывшего[5] приходского костёла Матери Божьей Неустанной Помощи.

## Галерея

Трехсторонние часы
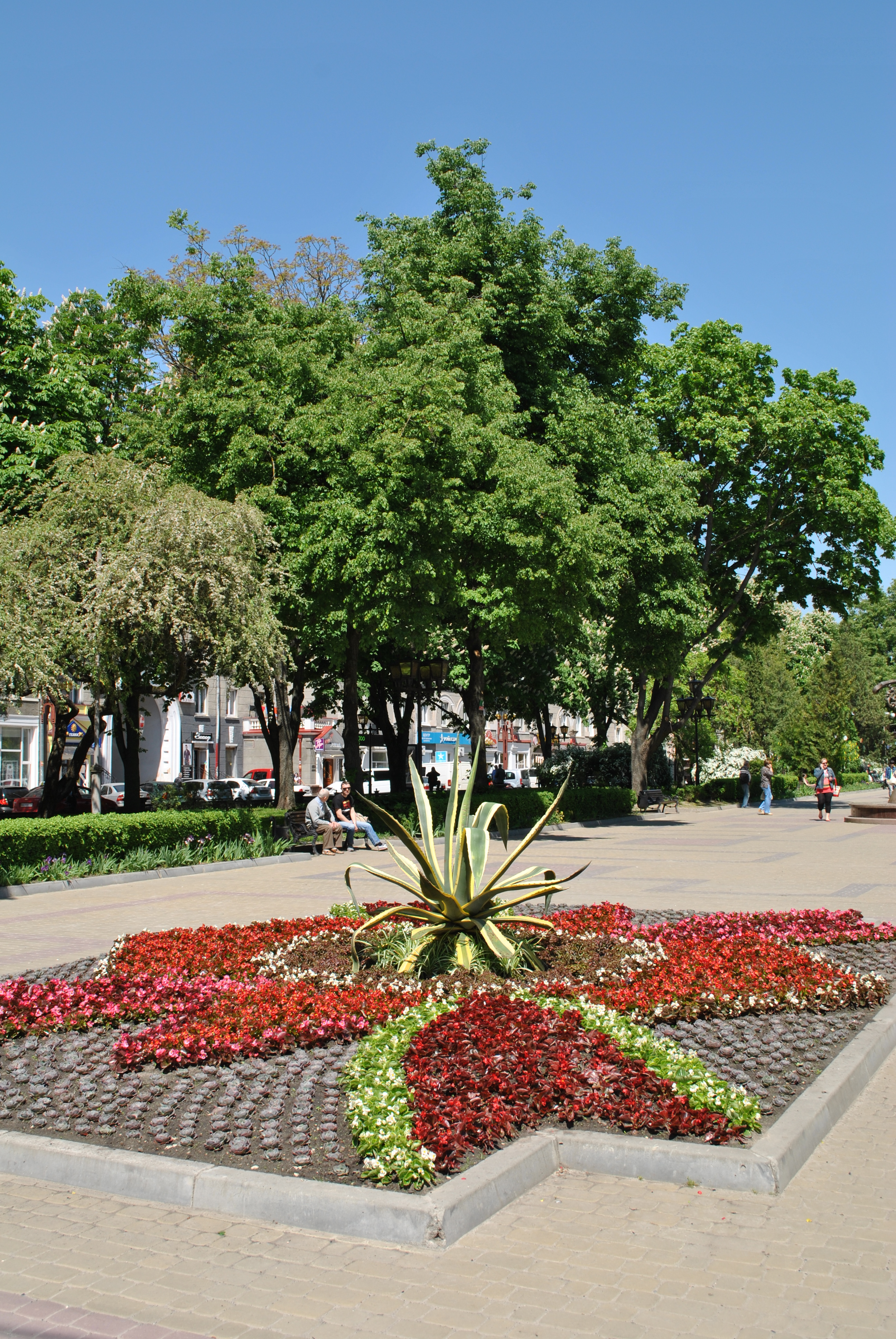
Цветник
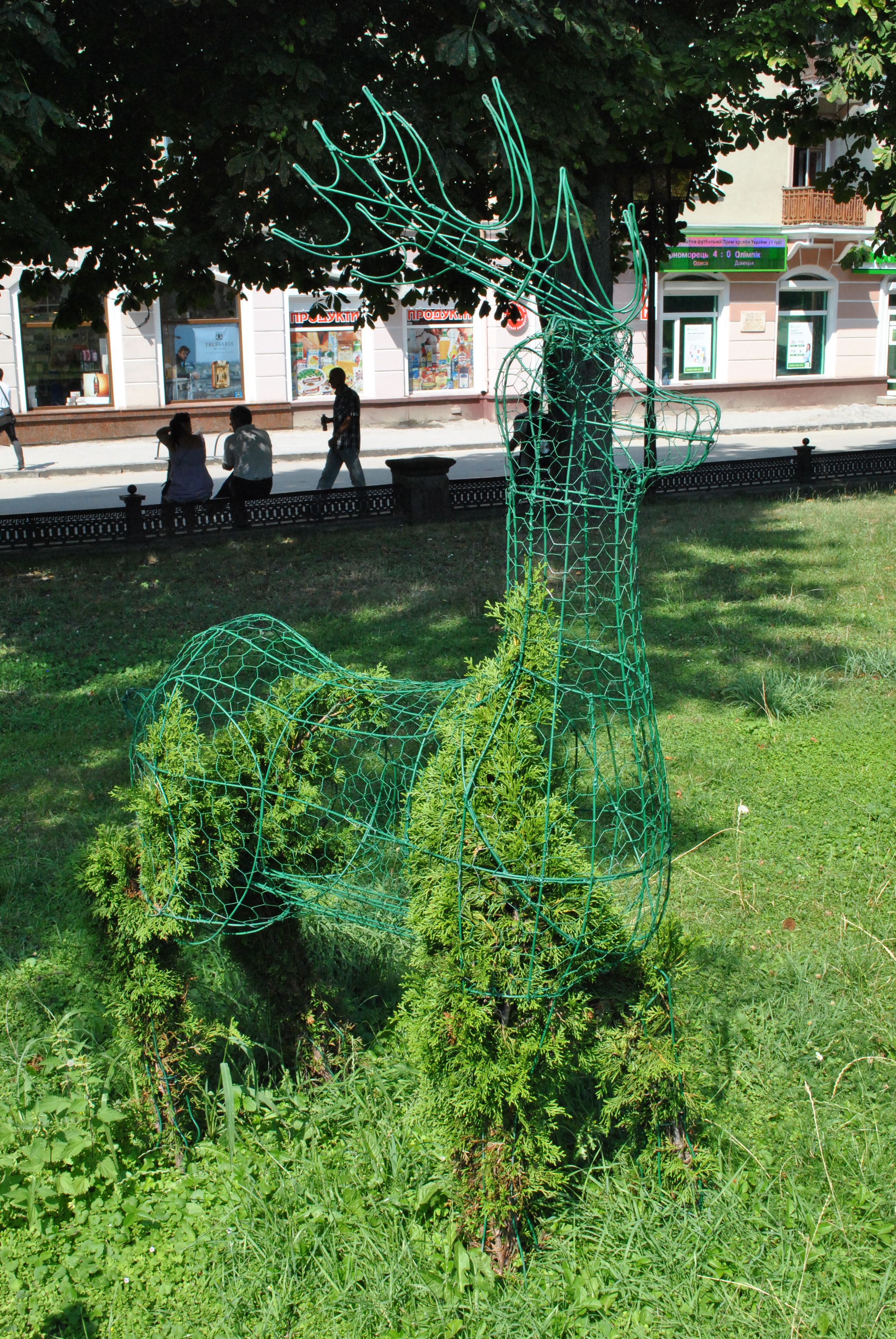
Зелёные фигуры-олени
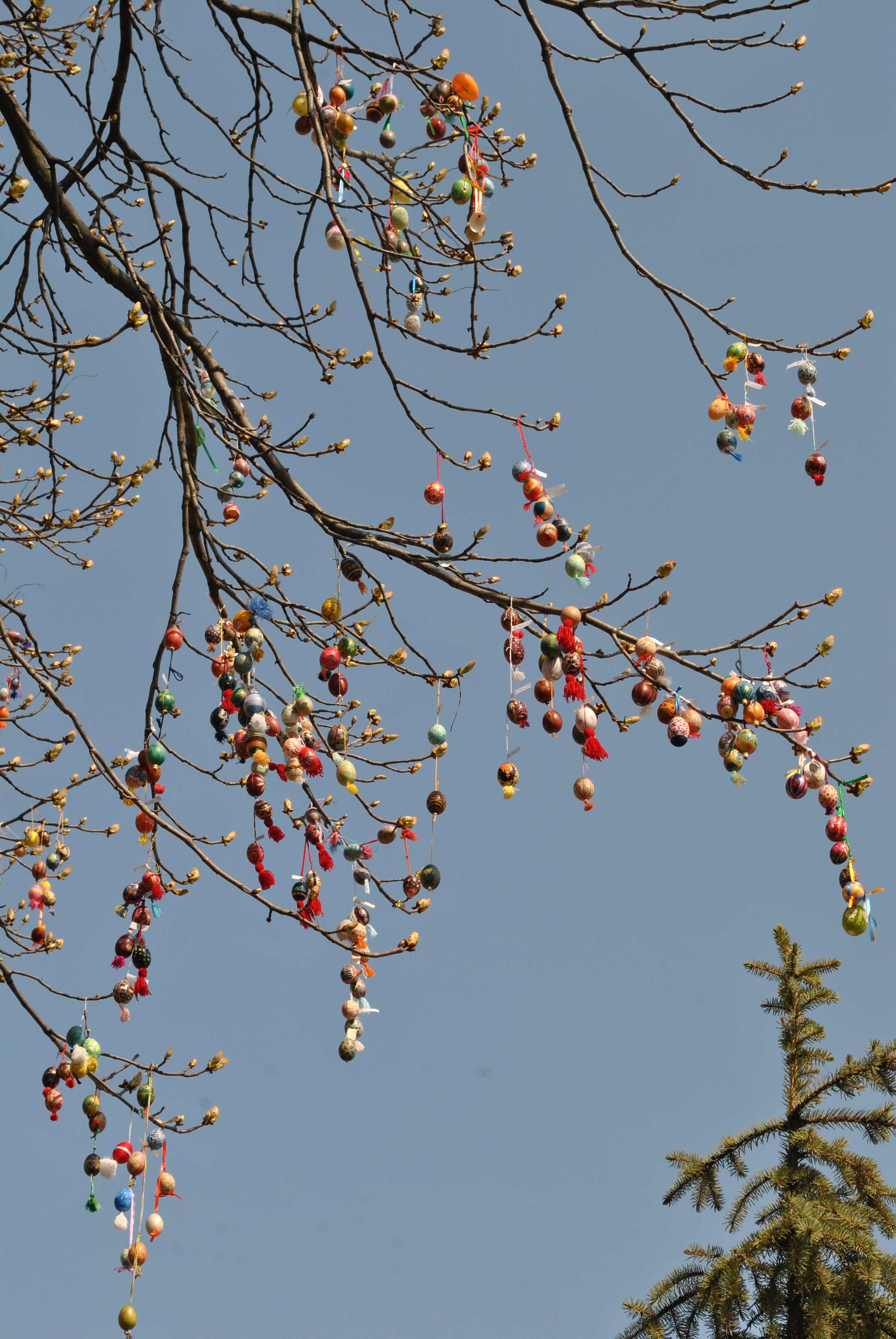
Писанковое дерево
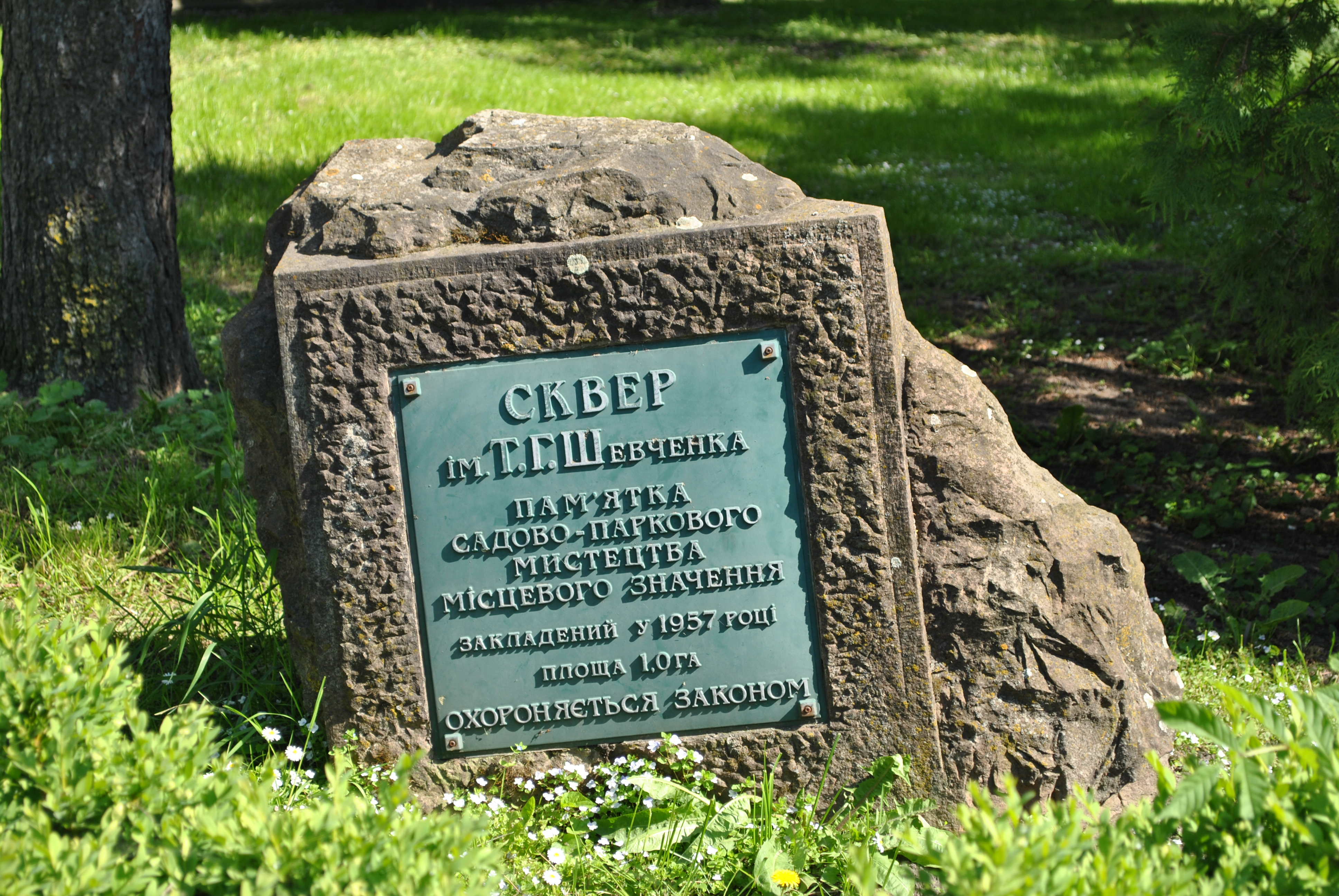
Камень с охранной таблицей
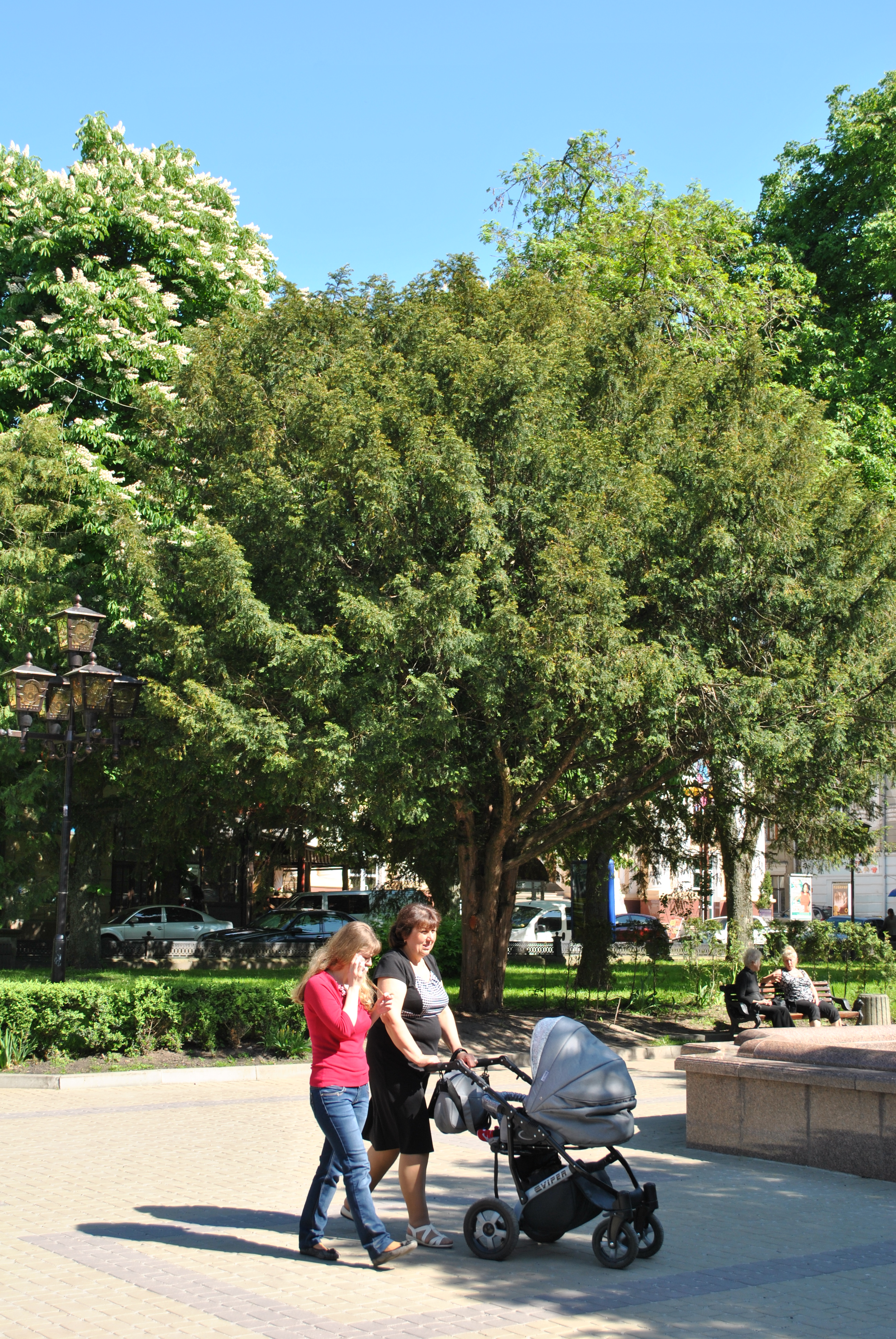
Тис ягодный
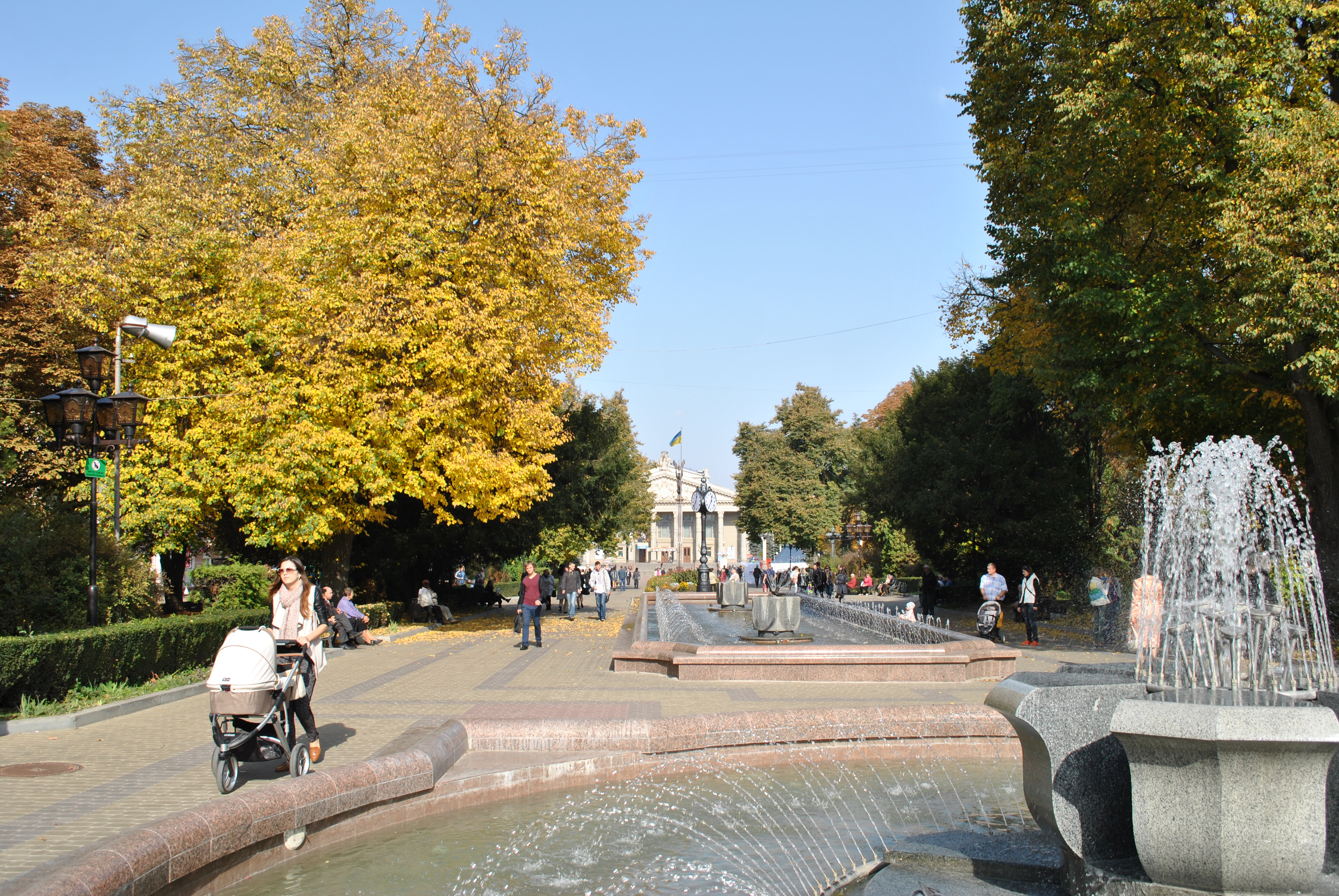
Осень в сквере
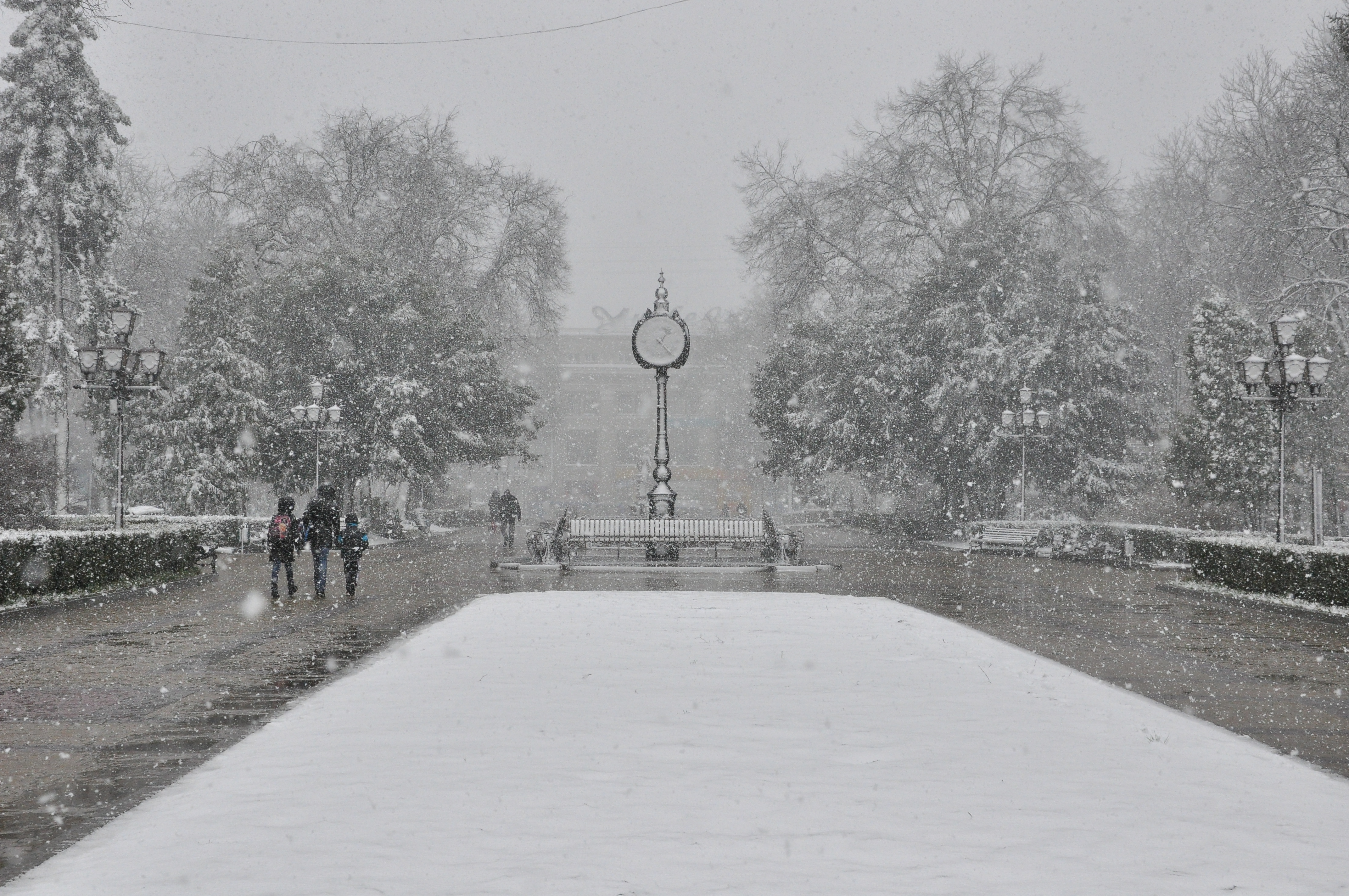
Зимний пезаж
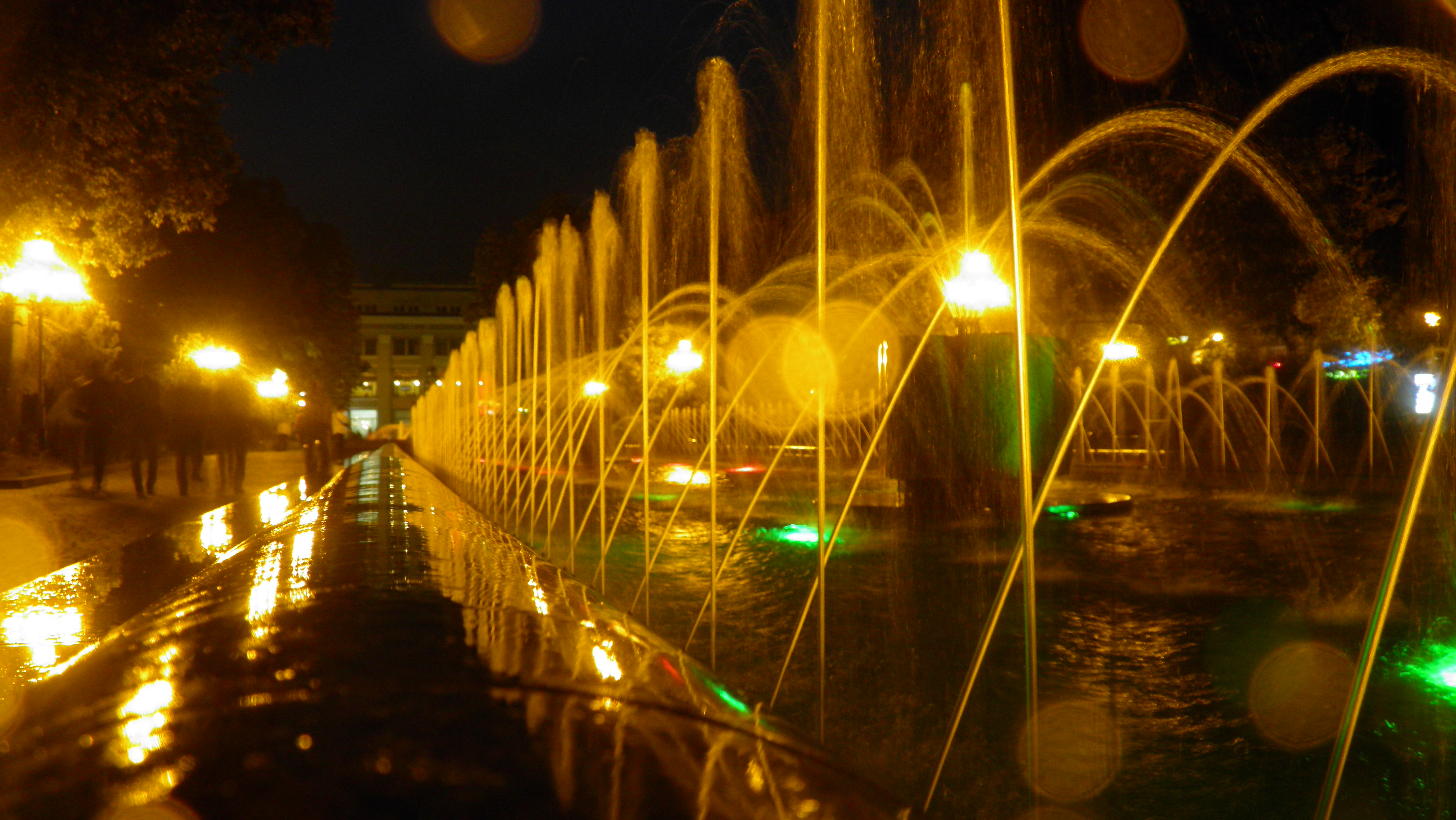
Ночной пейзаж. Водограда «Цветок тёрна»
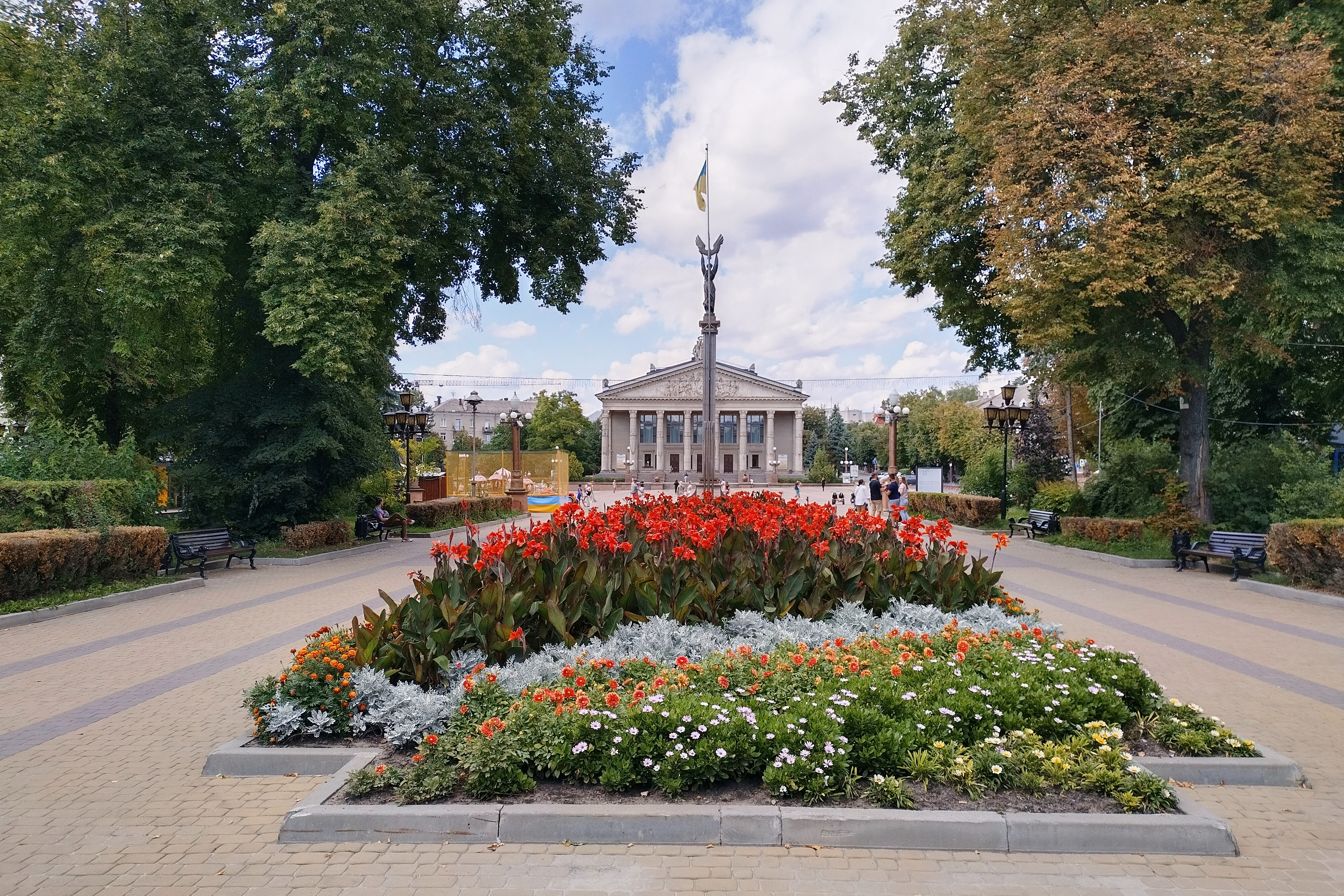
Цветник с видом на Монумент Независимости и театр имени Шевченко